# Fredrika kyrka
Fredrika kyrka är en kyrkobyggnad i Fredrika. Den tillhör Åsele-Fredrika församling i Luleå stift.

## Kyrkobyggnaden
Träkyrkan uppfördes 1796 - 1798 av 40 bönder under ledning av bonden Erik Eriksson från Holmträsk i Åsele. Arbetet övervakades av kyrkoherde Jonas Ångman. Först 1809 var kyrkan helt färdigställd och 1810 ägde dess invigning rum.
Kyrkan är brädfodrad invändigt och utvändigt och består av rektangulärt långhus med torn vid västra kortsidan och kor vid östra kortsidan.
1930 - 1931 genomfördes en grundlig renovering då sakristian omvandlades till kor och en ny sakristia uppfördes norr om koret.
En renovering genomfördes 1966 då den ursprungliga korväggen skrapades och en tidigare okänd målning togs fram. Dess motiv är två änglar som blickar ut över församlingen och håller upp en baldakin.

## Inventarier
- En orgel på sju stämmor köptes in från Åkerman & Lund Orgelbyggeri och installerades vid renoveringen 1930 - 1931. En tidigare orgel installerades 1877.
- Predikstolen är byggd av församlingens förste kyrkoherde Jonas Ångman. Från början var den placerad ovanför altaret men flyttades vid renoveringen 1930 - 1931 till sin nuvarande plats vid korets norra sida.
- Altarbordet och altarringen byggdes 1877.
- Nattvardskärl och patén köptes in 1798.
- I tornet hänger tre klockor. Lillklockan är gjuten i Sundsvall 1797 av Essaias Linderberg och väger 100 kg. Mellanklockan är gjuten i Sundsvall 1827 av Per Linderberg och väger 290 kg. Den göts om 1927 av Bergholtz klockgjuteri i Stockholm. Storklockan är gjuten 1949 av Bergholtz i Stockholm och väger 400 kg.

### Webbkällor
- anläggningspresentation
- Vägkyrkor och andra öppna kyrkor på Nordkalotten[död länk]
- Fredrika kyrkas historia